# Lokomotiva Ls60

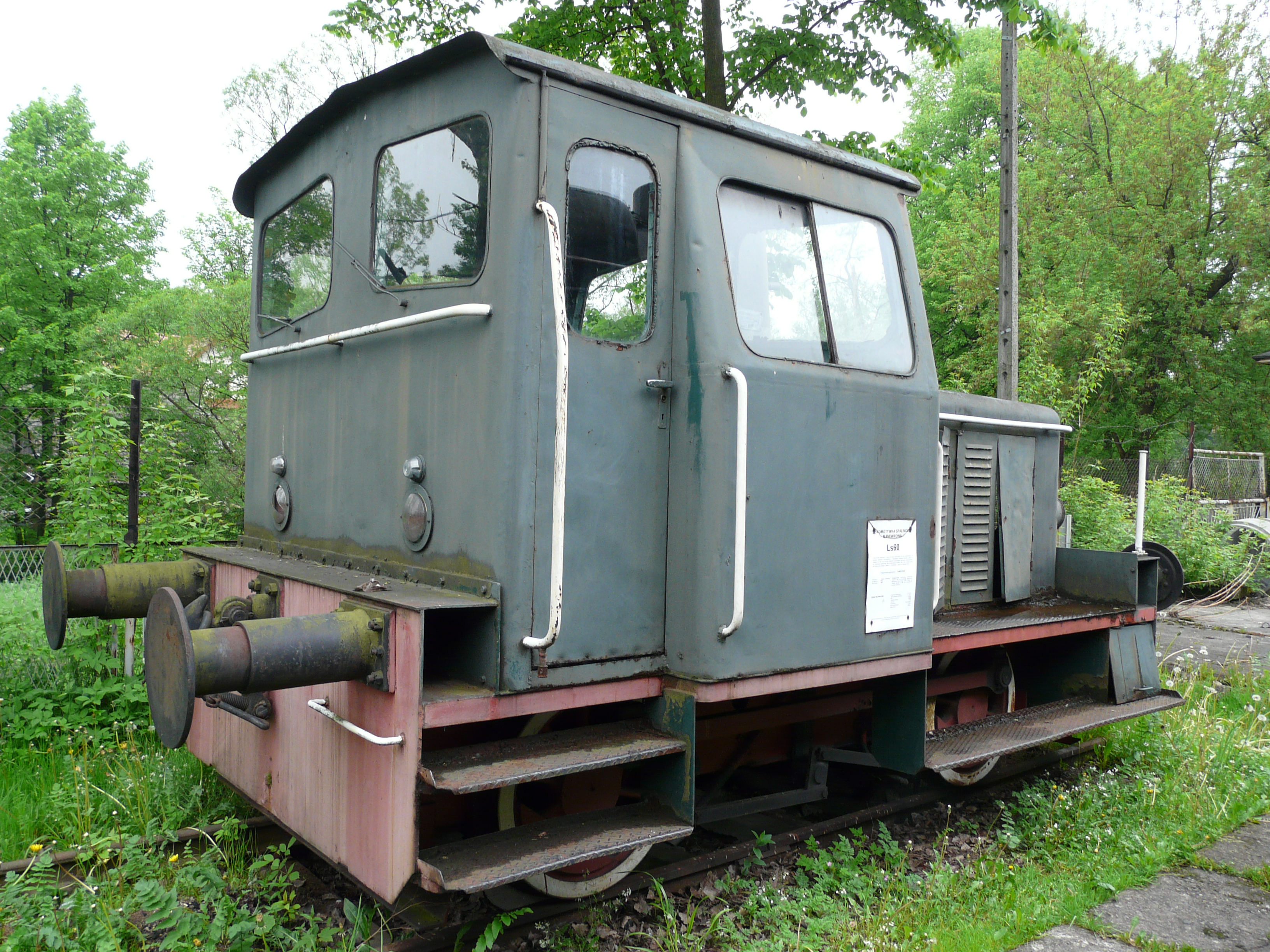
Ls60-6322 v Chabówce

Ls60 je motorová lokomotiva vyráběná v letech 1961 az 1971 v továrně
Fablok (polsky Pierwsza Fabryka Lokomotyw w Polsce Sp. Akc.), v Chrzanówě.
Byla pokračováním vývoje lokomotivy Ls40. Podvozek a motor (z modernizované verze) byly převzaty z Ls40, zatímco kabina strojvedoucího z lokomotivy SM03. Lokomotivy tohoto typu byly používány především k přepravě zboží při výrobě a zpracování dřeva na lesní železnici, zřídka na osobní přepravu. Bylo vyrobeno asi 500 kusů.